# Eumelea florinata
Eumelea florinata är en fjärilsart som beskrevs av Achille Guenée 1858. Eumelea florinata ingår i släktet Eumelea och familjen mätare. Inga underarter finns listade i Catalogue of Life.